# Isin
|  | Aquest article tracta sobre la ciutat mesopotàmica. Si cerqueu l'identificador financer, vegeu «codi ISIN». |

Isin i la Babilònia d'Hammurabi, 1792 al 1750 aC.

Isin (en sumeri 𒉌𒋛𒅔𒆠, I3-si-inki) va ser una ciutat estat de Mesopotàmia, que s'esmenta com independent cap al 2400 aC, i passa cap al 2350 aC a mans de Lugalzagesi d'Umma i després a mans de Sargon d'Accad i els seus successors.
Cap al 2200 aC, tornava a ser independent i, cap al 2050 aC, el rei d'Ur es va fer amo de la regió entre Isin i Mari. L'any 2015 aC, el governador urita d'aquesta regió, Ixbi-Erra, va prendre el títol de rei d'Isin i va començar les seves conquestes: el 2015 aC, Nippur, cap al 2000 aC, Eshunna i, el 1998 aC, Ur, Eridu i Uruk. El 1985 aC, va morir Ixbi-Erra i el va succeir Shu-ilishu (1085 aC-1975 aC) i després Iddin-Dagan (1975 aC-1954 aC). El 1970 aC, va sotmetre Der. El 1954 aC, Ishme-Dagan va succeir Iddin-Dagan. L'hegemonia va començar a esgotar-se quan, el 1925 aC, Larsa va conquerir Ur, Uruk i Èridu. El 1898 aC, trobem Isin i Larsa en plena guerra, i les victòries de Larsa allunyen d'Isin els seus vassalls. L'any 1895 aC, Isin va reconquerir Ur efímerament. El 1875 aC, Larsa ja tenia l'hegemonia i Isin havia quedat reduït a la ciutat i al seu propi territori i la ciutat de Nippur, que Larsa va ocupar el 1867 aC, però Isin va recuperar. La possessió de Nippur va anar alternant entre els dos governs. El 1865 aC, el rei vassall d'Uruk es va independitzar. El 1838 aC, va perdre altra vegada Nippur a mans de Larsa, però va poder-la recuperar. El 1835 aC, Larsa va ocupar Nippur, però caiguda la dinastia d'Isin, Nippur es va fer independent (1834 aC), fins que a l'any següent Isin la va ocupar. El 1830 aC, Isin va haver-la de conquerir de nou, potser per una revolta o per conquesta de Larsa. El 1828 aC, Larsa va conquerir Nippur i Isin la va recuperar el 1813 aC però només per un any, i el 1812 aC Larsa la va conquerir per enèsima vegada. El 1802 aC, Isin va recuperar Nippur. El 1793 aC, Larsa va ocupar Isin. Nippur es va fer efímerament independent però també va ser ocupada. El 1762 aC, va passar a Babilònia, que la mantindrà amb l'excepció de curts períodes de domini d'Assíria (1235 aC a 1227 aC), Elam (1159 aC a 1156 aC) i d'independència (1156 aC a 1135 aC). Després, ja va seguir la història de Babilònia.

## Reis
Segons la Llista de reis sumeris:
- Ixbi-Erra 2017 aC-1984 aC
- Shu-ilishu 1984 aC-1974 aC
- Iddin-Dagan 1974-1953 aC
- Ishme-Dagan 1953 aC-1934 aC
- Lipit-Ixtar 1934 aC-1923 aC
- Ur-Ninurta (usurpador) 1923 aC-1895 aC
- Bur-Sin 1895 aC-1874 aC
- Lipitenul 1874 aC-1869 aC
- Erra-imiti 1869 aC-1861 aC
- Enlil-bani 1861 aC-1837 aC
- Zambiya 1837 aC-1834 aC
- Iter-pisha 1834 aC-1830 aC
- Ur-du-kuga 1830 aC-1827 aC
- Sin-magir 1827 aC-1816 aC
- Damiq-ilishu 1816 aC-1793 aC
- a Larsa 1793 aC-1762 aC
- a Babilònia 1762 aC-1235 aC
- a Assíria 1235 aC-1227 aC
- a Babilònia 1227 aC-1159 aC
- a Elam 1159 aC-1156 aC
- Marduk-Kabitahheixu 1156 aC-1139 aC
- Ittimardukbalatu 1139 aC-1135 aC
- a Babilònia 1135 aC